# Broadway nästa
Broadway nästa är en komedi av Neil Simon. Den utgör sista delen i den så kallade "Eugenetrilogin", där Brighton Beach Memoirs och Biloxi Blues utgör de två första delarna. 

## Handling
Handlingen utspelas i Brighton Beach, längst ut på Brooklyn vid Atlanten, där många judiska immigranter slog sig ned i början av 1900-talet. I pjäsen berättar Neil Simon om sin familj; om föräldrarnas äktenskap och hur han själv försöker bli författare med Broadway som slutmål.

## Svenska uppsättningar
Pjäsen hade svensk premiär på Dramatens Lilla scen den 21 september 1991 i översättning av Bengt Anderberg och i regi av Staffan Roos.
Carl-Gustaf Lindstedt avled under pjäsens spelperiod.

### Medverkande
- Carl-Gustaf Lindstedt – Ben Epstein
- Margaretha Byström – Kate Jerome
- Pontus Gustafsson – Eugene Morris Jerome
- Pierre Wilkner – Stanley Jerome
- Anita Wall/Agneta Ehrensvärd – Blanche Morton
- Tord Peterson – Jack Jerome